# 嘉興市
嘉興市（かこう-し/ジャーシン-し、簡体字中国語: 嘉兴市）は中華人民共和国浙江省の地級市。上海市と杭州市の間に位置している。
浙江省東北部に位置する地級市。長江デルタ都市群、上海大都市圏の重要都市である。嘉興は中国共産党の誕生地であり、1921年中国共産党の一大会議は嘉興で閉幕した。烏鎮演劇祭と西塘漢服文化週は有名な祭り。嘉興烏鎮は世界インターネット大会の永久会所となった。

## 地理
嘉興市は東北に上海市、北に江蘇省蘇州市、西に浙江省杭州市と浙江省湖州市、南に浙江省紹興市と浙江省寧波市。
南は銭塘江と杭州湾に面する、市域は全域が杭嘉湖平原に属し、ほとんど平坦地である。

## 歴史
嘉興は7000年前新石器時代の馬家浜文化の発祥地である。春秋時代には長水と呼ばれ、その後、欈李と呼ばれ、紀元前496年に呉王闔閭は越の武将の霊姑孚が射た矢によって片足を破傷し、そのまま陣没した。戦国時代の紀元前334年になると越の最後の王の無彊は楚の威王によって滅ぼされ、楚の領域として併呑された。秦代には会稽郡の由拳県と海塩県が置かれ。漢代には海を煮て、塩を作って、屯田と食糧である、重要な農業都市なる。
三国呉の時代に塩官県が増設された。呉の孫権は231年、由拳県に野稲が自生したと聞き、瑞祥であるとして由拳県を禾興と改名し、242年に嘉興に改めた。ここに嘉興の名が起こったわけである。
南北朝時代に嘉興の開発が進み、隋代には杭州から嘉興を経て潤州に至る京杭大運河が開削された。唐玄宗天宝10年（751年）、嘉興県の東境及び海塩、昆山（今日の江蘇省昆山市）などの県の一部が華亭県（今日の上海市松江区）を管轄した。五代十国時代、呉越国は嘉興に開元府を設置し、嘉興、海塩、華亭の3県を領し、嘉興のために初めて州府級政権を設置した。後晋時代（940年）に嘉興を秀州に改め、下に嘉興、海塩、華亭、崇徳の4県があった。
北宋時代に秀州を嘉禾郡と改め、南宋慶元元年（1195年）に嘉興府として昇郡した。元代には乍浦・澉浦・青龍などの港で外国貿易が盛んになり、経済がいよいよ発展した。明代宣徳五年（1430年）嘉興県西北境に秀水県、東北境に嘉善県、海塩県は平湖県を分けた、崇徳県は桐郷県を分け、嘉興府は7県を管轄し、1府7県と呼ばれている。その後500年以内に嘉興府県の体制はほとんど変わっていない。
清代初期、清政府は租税改革と整備を行い、杭州湾沿岸の海塘を何度も建設し、嘉興社会経済は絶えず好転し、町はさらに繁栄した。清咸豊10年（1860年）太平天国の乱、太平軍に占領された。
中華民国初めに嘉興県となり。1921年に中国共産党の一大会議が嘉興の南湖で閉幕し、嘉興は中国共産党の誕生地となった。1937年日中戦争、同年11月5日日本軍に占領された。
国共内戦1949年解放後に嘉興県と嘉興市が置かれ、1983年に地級市としての嘉興市が誕生。1985年に嘉興市区と一部の県は長江デルタ経済開放区に入り、1988年には嘉興市全域が経済開放区となった。2017年浙江省政府は嘉興が浙江省の全面的な上海モデル区を設立することに同意した。

## 行政区画
2市轄区・3県級市・2県を管轄する。
- 市轄区：南湖区・秀洲区
- 県級市：海寧市・平湖市・桐郷市
- 県：嘉善県・海塩県

| 嘉興市の地図                                     |
| ------------------------------------------------ |
| 南湖区 秀洲区 嘉善県 海塩県 海寧市 平湖市 桐郷市 |

### 年表
この節の出典

#### 嘉興地区
- 1949年10月1日 - 中華人民共和国浙江省嘉興専区が成立。嘉興県・呉興県・平湖県・海寧県・桐郷県・崇徳県・嘉善県・徳清県・長興県・海塩県が発足。(10県)
- 1949年12月20日 (2市10県)
  - 嘉興県の一部が分立し、嘉興市が発足。
  - 呉興県の一部が分立し、湖州市が発足。
- 1950年5月15日 (10県)
  - 嘉興市が嘉興県に編入。
  - 湖州市が呉興県に編入。
- 1950年11月25日 (2市10県)
  - 嘉興県の一部が分立し、嘉興市が発足。
  - 呉興県の一部が分立し、湖州市が発足。
- 1950年11月30日 - 呉興県の一部が蘇南行署区蘇州専区太湖弁事処に編入。(2市10県)
- 1951年2月21日 - 嘉善県の一部が蘇南行署区松江専区松江県に編入。(2市10県)
- 1953年1月21日 - 臨安専区臨安県・余杭県・孝豊県・安吉県・武康県・於潜県・昌化県を編入。(2市17県)
- 1953年5月21日 - 嘉興市・湖州市が省直轄県級行政区となる。(17県)
- 1954年11月15日 - 於潜県・昌化県が建徳専区に編入。(15県)
- 1957年9月23日 - 余杭県・臨安県が建徳専区に編入。(13県)
- 1958年2月21日 - 嘉興市・湖州市を編入。(2市13県)
- 1958年4月11日 - 武康県が徳清県に編入。(2市12県)
- 1958年4月28日 (2市12県)
  - 嘉興県の一部が江蘇省蘇州専区呉江県に編入。
  - 江蘇省蘇州専区呉江県の一部が呉興県に編入。
- 1958年5月28日 - 嘉善県の一部が江蘇省蘇州専区青浦県に編入。(2市12県)
- 1958年11月21日 (2市8県)
  - 海塩県が海寧県・平湖県に分割編入。
  - 嘉善県が嘉興県に編入。
  - 崇徳県が桐郷県に編入。
  - 孝豊県が安吉県に編入。
- 1958年12月22日 - 建徳専区臨安県・昌化県を編入。(2市10県)
- 1960年8月15日 - 臨安県・昌化県が合併し、杭州市臨安県となる。(2市8県)
- 1961年7月9日 - 嘉興県の一部が分立し、嘉善県が発足。(2市9県)
- 1961年12月15日 - 海寧県・平湖県の各一部が合併し、海塩県が発足。(2市10県)
- 1962年12月22日 (10県)
  - 嘉興市が嘉興県に編入。
  - 湖州市が呉興県に編入。
- 1978年9月16日 - 嘉興専区が嘉興地区に改称。(10県)
- 1979年9月10日 (2市10県)
  - 呉興県の一部が分立し、湖州市が発足。
  - 嘉興県の一部が分立し、嘉興市が発足。
- 1981年1月14日 (2市8県)
  - 呉興県が湖州市に編入。
  - 嘉興県が嘉興市に編入。
- 1983年7月27日 
  - 嘉興市が地級市の嘉興市に昇格。
  - 湖州市が地級市の湖州市に昇格。
  - 嘉善県・平湖県・海寧県・海塩県・桐郷県が嘉興市に編入。
  - 徳清県・長興県・安吉県が湖州市に編入。

#### 嘉興市
- 1983年7月27日 - 嘉興地区嘉興市が地級市の嘉興市に昇格。城区・郊区が成立。(2区5県)
  - 嘉興地区嘉善県・平湖県・海寧県・海塩県・桐郷県を編入。
- 1986年11月22日 - 海寧県が市制施行し、海寧市となる。(2区1市4県)
- 1991年6月15日 - 平湖県が市制施行し、平湖市となる。(2区2市3県)
- 1993年3月26日 - 桐郷県が市制施行し、桐郷市となる。(2区3市2県)
- 1993年12月1日 - 城区が秀城区に改称。(2区3市2県)
- 1999年6月21日 - 郊区が秀洲区に改称。(2区3市2県)
- 2005年5月17日 - 秀城区が南湖区に改称。(2区3市2県)

## 経済
2022年、嘉興市の総生産（GDP）は前年比2.5%増の6739億4500万人民元（13兆4788億円、茨城県に相当する)だった。第一次産業の増加値は144.01億人民元で、2.4%増加した。第二次産業の増加値は3719億6100万人民元で、2.9%増加した。第三次産業の増加値は2875.83億人民元で、2.0%増加した。常住人口によると、2022年の全市の一人当たりGDPは121,794人民元だった。

## 交通

### 鉄道
中国国家鉄路集団 - 在来線の駅としては嘉興駅などが、高速鉄道の駅としては嘉興南駅などが設けられている。嘉興南駅と上海虹橋駅の間、杭州東駅の間はいずれも高速列車で30分である。
- 滬昆線
- 滬昆高速鉄道
- 通蘇嘉甬高速鉄道 (建設中)

都市軌道交通 - 近年は通勤路線の整備が急速に進められている。
- 嘉興有軌電車 (路面電車)
- 杭海都市間鉄道
- 滬嘉都市間鉄道 (建設中)
- 滬蘇嘉都市間鉄道 (建設中)
- 滬平塩都市間鉄道 (建設中)

### 道路
- 普通道路
  - 2022年末、嘉興市の道路開通距離は8246キロ、うち高速道路は428キロだった。

- 高速道路
  - 滬昆高速道路、乍嘉蘇高速道路、杭州湾環状線高速道路、常台高速道路、沈海高速道路、申嘉湖高速道路、蘇紹高速道路、練杭高速道路

- 航路
  - 京杭大運河、杭申線、六平申線、乍嘉蘇線、湖嘉申線
- 海上大橋
  - 2004年6月には市内の海塩県と対岸の寧波を結ぶ杭州湾海上大橋が2008年の完成をめざして着工した。

### 空路
- 嘉興空港

## 姉妹都市

### 外国
- 富士市（日本国 静岡県）
  - 1989年1月13日姉妹都市提携
- 江陵市（大韓民国）
  - 1999年6月11日姉妹都市提携

## 出身者
- 雲門文偃(禅師、雲門宗禅の創始者)
- 趙汝愚(南宋の名臣、学者)
- 趙昚(南宋の第2代皇帝)
- 呉鎮(画家、書道家、詩人）
- 沈惟敬(万暦朝鮮の役明の使臣)
- 朱彝尊(作詞家、学者、蔵書家）
- 呂留良(学者、思想家、詩人、時文評論家)
- 許景澄(晚清政治家、外交家)
- 徐用儀(晚清名臣)
- 陸費逵(教育者、出版家、中華書局創設者)
- 太虚(高僧）
- 李叔同(音楽家、美術教育家、書道家、演劇活動家)
- 豊子愷(書画家、文学者、翻訳家、漫画家)
- 茅盾(作家、社会活動家)
- 徐志摩(詩人、作家)
- 金庸(武術小説家)
- 余華(作家)
- 南派三叔(ネット小説家)

## 参照項目
- 回族の闘牛